# Передольский, Василий Степанович
Василий Степанович Передольский (26 декабря 1833  [7 января 1834] или 1833, Лужский уезд, Санкт-Петербургская губерния — март 1907 или 1907, Новгород) — русский историк-краевед. Дед археолога В. С. Пономарёва.

## Биография
Родился 26 декабря 1833 года в семье дьячка в Передольском погосте Лужского уезда Санкт-Петербургской губернии. Учился в Новгородской мужской гимназии, в которой учитель истории И. И. Красов — автор исследования «О местонахождении древнего Новгорода» — заинтересовал его историей новгородского края.
После окончания гимназии в 1855 году поступил на юридический факультет Санкт-Петербургского университета. После окончания университета совершил поездку за границу, затем недолгое время служил в Синоде. Большая часть его жизни связана с Новгородом, где он служил присяжным поверенным. Но известность ему принесли занятия историей древнего Новгорода. Одной из главных заслуг Передольского стало открытие неолитической стоянки в урочище Коломцы вблизи озера Ильмень при впадении реки Малой Глинки (рукав Мсты) в Волхов. Раскопки, которые он произвёл на собственные средства, доказали древность заселения Новгородской земли, в частности, Приильменья. Результатом его работы по изучению новгородских древностей явились две книги: «Бытовые остатки насельников Ильменско-Волховского побережья» (1893) и «Новгородские древности» (1898). Передольский не был профессиональным археологом, но его работы, содержащие большой фактический материал, не утратили своего значения и в настоящее время. Коллекция предметов старины Передольского экспонировались в 1899 году в Санкт-Петербургском археологическом институте, в 1892 году — на международном археологическом съезде в Москве, в 1893 году — в Петербурге и вызвала большой интерес учёных.
В. С. Передольский был инициатором создания в конце 1893 года Новгородского общества любителей древности, которое спустя 10 лет было закрыто по причине его «строптивого характера»: небрежение к древним памятникам новгородского зодчества со стороны как светских, так и церковных властей вызывало в нем чувство глубокого возмущения.
Умер в 1907 году и был похоронен в ограде церкви апостола Филиппа. После его смерти, в 1910 году, Новгородское общество любителей древности в своём Сборнике (Вып. 3) напечатало его «Краткий очерк состояния Велико-Новгородской старины в 1889 г.»
Музейное собрание отца унаследовал его сын Владимир Васильевич. В 1920-х годах была создана специальная комиссия из сотрудников Новгородского музея, которая после осмотра отобрала экспонаты из этого частного музея, представлявшие интерес для исторического музея; был также национализирован архив графа Аракчеева, который Передольский приобрёл незадолго до своей смерти. В годы Великой Отечественной войны, в период оккупации Новгорода, большая часть уникального собрания В. С. Передольского, в том числе находки с неолитической Коломецкой стоянки, погибли. Из пяти тысяч книг, хранившихся в библиотеке Передольского, уцелело немногим более тысячи — все они находятся в Новгородском музее.
В 2013 году был издан библиографический указатель литературы о жизни и деятельности В. С. Передольского.

## Комментарии
1. ↑  Передольский (Передольской) погост располагался примерно в 3 км ниже по течению Луги от деревни Овсино[3]; не сохранился, ныне — территория Передольского сельского поселения в Батецком районе, Новгородская область[4].